# Witanów
Witanów [viˈtanuf] est un village polonais de la gmina de Błonie situé dans le powiat de Varsovie-ouest et dans la voïvodie de Mazovie, dans le centre-est de la Pologne.
Le village a une population de 153 habitants en 2000.